# Marc Athanase Parfait Œillet Des Murs
Marc-Athanase-Parfait-Œillet Des Murs, ou Marc-Athanase-Parfait Œillet des Murs,,,  est un ornithologue français, né le 17 avril 1804 et mort le 25 février 1894.

## Biographie
Il est principalement connu pour ses déterminations d’oiseaux rapportés par différentes expéditions françaises comme celle de la frégate La Vénus qui fait le tour du monde de 1836 jusqu’en 1839. C’est également Des Murs, avec Frédéric de Lafresnaye (1783-1861), qui s’occupe de la description des deux mille peaux d’oiseaux rapportés par le comte de Francis de Laporte de Castelnau (1810-1880) de ses voyages en Amérique du Sud.
Enfin, il s’occupe de la partie ornithologique de l’Historia fisica y politica de Chile, à partir des spécimens récoltés par le naturaliste français Claudio Gay (1800-1873), ce qui constitue la première faune aviaire du Chili. Son travail n’est pas très bon : différentes espèces apparaissent sous le même nom et, inversement, la même espèce est décrite plusieurs fois.
En 1843, il acquiert le château de Nogent le Rotrou et entreprend de le restaurer.
En 1849, il fait paraître une Iconographie ornithologique.
Il fait également paraître un Traité général d’oologie ornithologique au point de vue de la classification en 1860, première tentative de classification en utilisant les caractéristiques des œufs. Cette œuvre est très critiquée notamment dans la revue Ibis en 1860. Les œufs, qui peuvent parfois être utiles pour la détermination des espèces, ne peuvent servir de base pour une classification plus large car de nombreux oiseaux pondent des œufs tout à fait semblables et le risque d’erreur est ainsi très important.